# Heteromys oasicus
Espèce
Statut de conservation UICN

 EN B2ab(ii,iii,iv) : En danger
Heteromys oasicus est une espèce de Rongeurs de la famille des Heteromyidae qui regroupe les souris kangourou d'Amérique.
Ce petit mammifère fait partie des Souris épineuses à poches, c'est-à-dire à larges abajoues.

## Distribution
Cette espèce est endémique de la péninsule de Paraguaná dans l'État de Falcón au Venezuela. 
La destruction progressive de son habitat met l'espèce en danger de disparition.

## Systématique et taxinomie
L'espèce a été décrite pour la première fois en 2003 par le biologiste américain Robert P. Anderson.